# Code de déontologie des psychologues (France)
 (mars 2011).
Si vous disposez d'ouvrages ou d'articles de référence ou si vous connaissez des sites web de qualité traitant du thème abordé ici, merci de compléter l'article en donnant les références utiles à sa vérifiabilité et en les liant à la section « Notes et références ».
Le code de déontologie des psychologues en France  est reconnu par les principales organisations de psychologues, quels que soient leurs pratiques ou leur champ d'activité. Il ne présente cependant pas de validité légale. Le Code de déontologie des psychologues en France a été publié la première fois en 1961 par la SFP (Société française de psychologie), il a été republié dans une nouvelle version en 1996 par le principales organisations de psychologues réunies alors dans l'ANOP (Association nationale des organisations de psychologues, révisé une première fois en 2012 par une partie de signataires, il vient d'être publié dans une version consolidée en septembre 2021, après un travail effectué par les principales organisations de psychologues réunies dans le collectif Construire ensemble la réglementation de la déontologie des psychologues (Cerédépsy). Cette déontologie des psychologues bien commun de la profession est signable individuellement par tous sur le site https://www.codededeontologiedespsychologues.fr/SIGNATURE-INDIVIDUELLE-DU-CODE-DE.html. 
Le Cerédépsy continue son travail d'inscription de la déontologie dans les jurisprudences. 

## Historique
Les premiers codes de déontologie concernant la psychologie datent à peu près tous de l'après-guerre (1945). En France, un premier fascicule concernant la déontologie des psychologues fut édité en 1958 par l'Association professionnelle des psychotechniciens diplômés (APPD). Il posait les bases éthiques de la profession de psychologue.
Toutefois, il fallut attendre le 7 mai 1961 pour que soit adopté le premier code de déontologie des psychologues élaboré par la Société française de psychologie, qui demande à ses membres de s'y référer. Ce code servira de base à tous les autres, qui affineront de plus en plus la notion de déontologie en psychologie.
Deux versions du code de déontologie sont actuellement les plus connues : celui de 1996 et sa version actualisée en 2012 par le GIREDEP (Groupe Interorganisationnel pour la Réglementation de la Déontologie des Psychologues). De nombreuses organisations ont signé le code dans sa version première en 1996, et dans sa réactualisation en 2012. Cependant, certaines organisations dont le SNP (Syndicat national des psychologues) ne souhaitent pas ratifier l’actualisation de 2012. 
Les deux versions sont assez proches dans les aspects fondamentaux de la déontologie. La version de 2012 prend en compte les évolutions techniques et leur impact sur les pratiques de psychologues (par exemple, la consultation en ligne plutôt qu'en face à face, la transmission d'information via les dossiers patients informatisés, etc.). Elle inclut également la déontologie liée à la recherche et aux enseignants-chercheurs en psychologie (qui peuvent être psychologues ou non). C'est précisément sur ce point que le SNP alerte, pensant qu'une confusion est possible entre le métier de psychologue et le métier d'enseignant chercheur en psychologie, arguant qu'une base commune de déontologie puisse exister mais que les missions sont différentes
Actuellement (2017), le code n'est donc pas opposable. Il n'a pas de valeur légale, bien que le GIREDEP envisage différentes solutions pour donner un poids supplémentaire au Code. Ainsi, pour le moment, le psychologue, qui n'est pas un professionnel de santé, est soumis à la loi de droit commun comme tout citoyen. 
On peut s'interroger sur ce qui résulterait de la validation légale du code. Ceux qui s'emploient à obtenir du pouvoir politique qu'il impose le code de déontologie par voie contraignante (sous contrôle d'un Ordre disciplinaire ou par voie de décret gouvernemental) considèrent que la loi commune étant un cadre qui s'impose à tous les citoyens, elle ne peut prévoir les conditions singulières de l'exercice d'un professionnel. Selon eux, en établissant des lois singulières, ou d'exception, pour les psychologues, on réglerait par avance les litiges qui peuvent les opposer à leurs usagers ou à leur employeur.
À l'heure actuelle, les partisans d'un code appliqué par voie coercitive démarchent dans les ministères. N'ayant aucune valeur légale et ne pouvant faire l'objet d'aucune sanction, ils ne peuvent être opposés au droit commun ni par le psychologue, ni par l'employeur ni par l'usager.
On pourrait cependant imaginer que le psychologue qui atteste par écrit, par contrat, son engagement à respecter tel ou tel code de déontologie, s'y trouve lié de facto comme s'il s'agissait d'un texte de loi. Cela reste à démontrer. Il serait en effet étonnant qu'un tribunal correctionnel place à équivalence, d'une part, le secret professionnel tel qu'il est prévu à l'article 226-13 du Code pénal et d'autre part, l'engagement moral d'un psychologue à la retenue, même avec sa signature. Il n'existe strictement aucun exemple de jurisprudence mettant sur le même plan la loi générale et la protestation morale d'un individu. À moins de croire en une toute-puissance de la déontologie, personne n'a le pouvoir de s'attribuer, par son initiative personnelle, les droits et les devoirs relatifs au secret professionnel.

## La CNCDP (Commission Nationale Consultative de Déontologie des Psychologues)
En 1997, la CNCDP (Commission Nationale Consultative de Déontologie des psychologues) est créée. Elle a pour objectif d'émettre des avis sur la déontologie des psychologues sur la base d'une réflexion collégiale de 8 à 12 membres, représentant l'ensemble des champs de la psychologie. Les demandes d'avis peuvent émaner de psychologues ou d'usagers de la psychologie ayant des questions sur les missions ou les méthodes des psychologues. Les avis n'ont pas de valeur juridique puisque le code n'est pas opposable à ce jour (2017). Ils sont rendus afin d'éclairer les usagers ou psychologues sur la base de leurs questions et des documents complémentaires joints. La CNCDP est également attentive à l'évolution des pratiques psychologiques et peut émettre des avis ou des conseils sur la conduite à tenir par les psychologues. Elle organise à cet effet, tous les deux ans, une journée d'étude sur des thèmes en lien avec la déontologie. Depuis 2005, la CNCDP est rattachée à la FFPP (Fédération française des psychologues et de psychologie) et soutenue financièrement par elle. Les membres, tous psychologues expérimentés, et répartis sur le territoire national, y siègent en leur nom personnel. La Commission siège à huis clos, 7 à 9 fois par an.

## Description du code des psychologues de 1996
Le code a été ratifié le 22 mars 1996 par l'association des enseignants de psychologie des universités (l'AEPU), l'association nationale des organisations professionnelles (ANOP- légalement dissoute depuis 2005 : « l’Assemblée  Générale de l’Association Nationale des Organisations de Psychologues, le samedi 23 avril 2005, après rappel de sa vocation de rassembler le plus grand nombre d’organisations du champ professionnel et de la discipline a voté la dissolution de l’ANOP » et la SFP. Il fut ratifié en assemblée plénière réunissant une soixantaine de praticiens, enseignants et chercheurs, le 22 juin 1996 ; une vingtaine d'autres organisations se sont alors jointes à sa signature. 
De nombreuses critiques du code de 1996 ont été formulées par l'association Psychologie de Santé Publique (P.S.P.) ;  par ailleurs, d'autres critiques concernant en particulier la pratique des psychothérapeutes et des professionnels en libéral, ainsi que la pratique de groupes ont complété cette remise en question de ce code. Elles ont été recensées et examinées par la CNCDP durant son bilan des 8 dernières années. Cependant, les organisations et les psychologues qui se réfèrent encore au Code de 1996 continuent à le diffuser sans aucune modification. 
Le préambule du code de 1996 précise que : « Le respect de la personne dans sa dimension psychique est un droit inaliénable. » ainsi que l'utilité d'un code de déontologie en psychologie : « Sa finalité est avant tout de protéger le public et les psychologues contre les mésusages de la psychologie et contre l'usage de méthodes et techniques se réclamant abusivement de la psychologie. Sa reconnaissance fonde l'action des psychologues. »
Il est divisé en trois grands titres, définissant chacun les principes généraux ainsi que les conditions d'exercice et de formation à la psychologie.

### Titre I - principes généraux
Cette première partie pose les règles essentielles que doit suivre le psychologue : 
- le respect des droits de la personne basé sur « le respect des droits fondamentaux des personnes, et spécialement de leur dignité, de leur liberté et de leur protection ».
- La mise à jour régulière et la garantie de ses compétences.
- La mise en œuvre de sa responsabilité professionnelle, en particulier en ce qui concerne les méthodes et les techniques qu'il utilise.
- La garantie de sa probité.
- La qualité scientifique de son intervention et le respect du but qu'il s'est assigné.
- La preuve de son indépendance professionnelle.

Ce titre se termine par une clause de conscience qui établit que « dans toutes les circonstances où le psychologue estime ne pas pouvoir respecter ces principes, il est en droit de faire jouer la clause de conscience » (droit de réserve).

### Titre II - l'exercice professionnel
Ici, il est défini toutes les législations et règles régissant le titre de psychologue et les conditions et modalités de l'exercice professionnel.

#### Chapitre 1: le titre de psychologue et la définition de la profession
L'article 1 définit la législation du titre : « L'usage du titre de psychologue est défini par la loi no 85-772 du 25 juillet 1985 publiée au J.O. du 26 juillet 1985. Sont psychologues les personnes qui remplissent les conditions de qualification requises dans cette loi. Toute forme d'usurpation du titre est passible de poursuites ».
Les articles suivants recadrent la mission du psychologue et les différentes fonctions et secteurs professionnels.

#### Chapitre 2: les conditions de l'exercice de la profession
« Le psychologue exerce dans les domaines liés à sa qualification, laquelle s'apprécie notamment par sa formation universitaire fondamentale et appliquée de haut niveau en psychologie, par des formations spécifiques, par son expérience pratique et ses travaux de recherche. Il détermine l'indication et procède à la réalisation d'actes qui relèvent de sa compétence » (article 5).
Il est ensuite précisé les conditions pratiques de son exercice, en particulier à propos du respect des principes généraux énoncés en préambule.

#### Chapitre 3: les modalités techniques de l'exercice professionnel
Ce chapitre revient sur l'« appréciation critique » des techniques utilisées et la référence à une théorique s'inscrivant dans le domaine de compétences du psychologue.
Il précise également que toutes les techniques utilisées doivent être « scientifiquement validées ».
Il revient également sur la relativité de ces techniques et sur la législation en question d'anonymat.

#### Chapitre 4: les devoirs du psychologues envers ses collègues
Le psychologue doit, dans le cadre de sa déontologie et en toute circonstance, soutenir ses collègues et respecter les conseils et les aides qui peuvent lui être demandés. « Ceci n'exclut pas la critique fondée » (article 22).

#### Chapitre 5: le psychologue et la diffusion de la psychologie
Le psychologue doit se réserver d'une exposition approfondie de son exercice auprès du public et des médias. Il doit faire preuve de responsabilité dans la diffusion de la psychologie et dans l'information des « dangers potentiels d'une utilisation incontrôlée de ces techniques ».

### Titre III - La formation du psychologue
Les deux chapitres concernant ce titre relèvent des principes de formation et d'enseignement propres à la psychologie, abordant les principes de diffusion du code de déontologie et de réflexion sur les questions d'éthique, mais également la présentation lors de la formation des différents champs d'étude et de pratiques.
Le deuxième chapitre revient sur la rigueur scientifique de l'enseignement psychologique et du suivi des stagiaires, la validation des compétences à la suite d'un apprentissage complet et conforme aux règles d'éthique et de déontologie et les devoirs en termes de rémunération.
Nota Bene : le code de déontologie des psychologues a été modifié le 4 février 2012.

## Situation actuelle de la loi concernant les psychologues
Les différents codes de déontologie pensés par les psychologues mêlent indistinctement des règles de droit qui s'imposent réellement, à d'autres règles qui n'existent pas, ou n'ayant pas la même portée. Il convient donc de faire le point sur les règles qui s'imposent réellement aux psychologues et qui dépendront largement de leur statut (libéral, fonctionnaire, salarié…) ou de l'activité considérée.

### Protection du titre et de l'activité du psychologue
L’article 44 loi no 85-772 du 25 juillet 1985 publiée au J.O. du 26 juillet 1985, réserve l'usage professionnel du titre de psychologue aux titulaires des diplômes dont la liste a été arrêtée par le décret no 90-255 du 22 mars 1990. En règle générale, ce sont des diplômes universitaires de psychologie à bac + 5 (DESS ou DEA + stage, Master 2, licence et diplôme d’État de conseiller d'orientation-psychologue) ou licence + 1 (diplôme d’état de psychologie scolaire) par exception pour les psychologues scolaires lesquels sont recrutés exclusivement parmi les personnels d’enseignement du premier degré.
L'usurpation du titre de psychologue par une personne qui ne détiendrait pas l'un des diplômes prévus est passible de sanctions pénales. L’article 433-17 du Code pénal punit « l’usage, sans droit, d’un titre attaché à une profession réglementée par l’autorité publique ou d’un diplôme officiel ou d’une qualité dont les conditions d’attribution sont fixées par l’autorité publique […] d’un an d’emprisonnement et de 15 000 € d’amende ». Précisons bien que seul l'usage professionnel du titre est protégé. Il est permis à tout un chacun de se dire psychologue au sens courant du terme (finesse, sensibilité, empathie, qualités d'écoute, ruse, etc.).
Concernant l'activité du psychologue, aucune loi ne la réglemente, ni en direction des psychologues, ni en direction des profanes qui peuvent en toute légalité pratiquer les mêmes actes (tests psychométriques, projectifs, entretiens cliniques, cure thérapeutique, etc.) à condition de ne pas usurper le titre. Les éditeurs de matériel psychotechnique demandent souvent à leurs clients de prouver leur habilitation à porter le titre de psychologue pour éviter l'utilisation incontrôlée de ces techniques et, surtout, la divulgation du contenu des tests d'intelligence au grand public. Mais il n'existe aucune loi pour étayer cette précaution.

### Le secret professionnel
Les différents codes de déontologie insistent sur le devoir qui incombe au psychologue de respecter le secret professionnel par rapport à toutes les informations dont il a connaissance de par son exercice. Le fait que cette règle soit édictée dans un texte sans valeur légale crée de nombreuses confusions chez les psychologues et dans le public. Contrairement aux médecins, avocats, assistants sociaux, etc. il n'existe aucune loi imposant un secret professionnel qui serait spécifique du psychologue. Est-ce à dire que celui-ci serait fondé à divulguer comme bon lui semble les informations confidentielles dont il a connaissance?
En réalité, la protection du public est largement assurée par diverses dispositions légales qui vont dépendre soit du statut du psychologue, soit du domaine d'activité dans lequel il exerce.
La principale de ces protections est assurée par l’article 9 du Code civil selon lequel « chacun a droit au respect de sa vie privée ». L’article 226-1 du code pénal punit « d'un an d'emprisonnement et de 45 000 € d'amende le fait, au moyen d'un procédé quelconque, volontairement de porter atteinte à l'intimité de la vie privée d'autrui […] ». Mais à cette règle générale, s'ajoutent d'autres règles qui, sans les concerner spécifiquement, s'imposent aux psychologues.

#### Les psychologues fonctionnaires
L'article 26 de la Loi no 83-634 du 13 juillet 1983 portant droits et obligations des fonctionnaires impose le secret professionnel à tous ceux qui exercent dans la fonction publique d'état, territoriale ou hospitalière : « Les fonctionnaires sont tenus au secret professionnel dans le cadre des règles instituées dans le code pénal ». Les manquements à cette règle sont passibles de sanctions prévues par l’article 226-13 du Code pénal : « […] La révélation d'une information à caractère secret par une personne qui en est dépositaire soit par état ou par profession, soit en raison d'une fonction ou d'une mission temporaire, est punie d'un an d'emprisonnement et de 15 000 € d'amende ».

#### Les bilans de compétence
Les « bilans de compétence » constituent une activité dont les normes ont été fixées par le Code du travail (Partie réglementaire, articles R900-1 à R900-8) qui précise les modalités de son déroulement, ses contenus, les conditions de sa mise en œuvre et de la circulation des écrits qui en résultent. Cette activité, qui n'est pas forcément pratiquée par un psychologue, est également protégée par le secret professionnel.

#### Autres situations particulières
Les psychologues peuvent être amenés à participer aux travaux d'une CDAPH (Commissions des droits et de l’autonomie des personnes handicapées). Quel que soit leur statut, ils sont dans ce cas tenus au secret professionnel comme toutes les autres personnes présentes dans une telle commission.
Il en va de même dans d'autres situations particulières, comme les travaux de l’équipe pluridisciplinaire chargée d’examiner les demandes d’interruption volontaire de grossesse. L'article L. 2213-1, second alinéa du Code de la Santé Publique prévoit que « Lorsque l'interruption de grossesse est envisagée au motif que la poursuite de la grossesse met en péril grave la santé de la femme, l'équipe pluridisciplinaire chargée d'examiner la demande de la femme comprend au moins trois personnes qui sont un médecin qualifié en gynécologie obstétrique, un médecin choisi par la femme et une personne qualifiée tenue au secret professionnel qui peut être un assistant social ou un psychologue […] ».

### Règles applicables à la rédaction, l'archivage, la transmission et la destruction des écrits du psychologue
Tout examen psychologique donnant lieu à la production d'un écrit constitue un traitement de données à caractère personnel soumis aux règles de la loi 78-17 dite Informatique et Libertés. L'examen (ou l'expertise) ne peut être pratiqué sans le consentement de la personne ou de son représentant légal s'agissant d'un mineur. L'intéressé dispose d'un droit d'accès et de rectification. L'archivage du document doit garantir la confidentialité des données.
La référence aux codes de déontologie crée souvent de graves confusions, comme en témoigne le cas décrit dans l'ouvrage de Dana CASTRO & al. (Pratiques déontologiques en psychologie Hommes et Perspectives 2001) au chapitre Un psychologue à l'Éducation Nationale p. 219-225 où la psychologue, en application de règles déontologiques, dénie au père d'une élève qu'elle a suivie, son droit d'accès au dossier psychologique, au motif qu'il pourrait en faire mauvais usage.

### Dérogations au secret, obligation de révéler
Lorsque le psychologue a connaissance d'une situation de maltraitance sur personne mineure ou dépendante, le premier alinéa de l’article 434-3 du code pénal l'oblige à la révéler : « Le fait, pour quiconque ayant eu connaissance de privations, de mauvais traitements ou d'atteintes sexuelles infligés à un mineur de quinze ans ou à une personne qui n'est pas en mesure de se protéger en raison de son âge, d'une maladie, d'une infirmité, d'une déficience physique ou psychique ou d'un état de grossesse, de ne pas en informer les autorités judiciaires ou administratives est puni de trois ans d'emprisonnement et de 45 000 € d'amende ».
Si le psychologue est tenu au secret professionnel, il peut, soit se dispenser de faire la révélation (second alinéa de cet article 434-3 du Code Pénal), soit se délier du secret professionnel pour révéler les faits (article 226-14 du Code Pénal). Ces dispositions prévues par le Code Pénal sont importantes à connaître pour le psychologue tenu au secret professionnel par son statut (fonction publique) ou sa mission, car garantes d'un espace éthique lui laissant le choix entre la révélation des faits et la poursuite d'un travail engagé auprès de personnes en situation délicate au regard de la loi.
Lorsque le psychologue a connaissance d'un fait criminel en voie de se produire, l'article 434-1 du Code Pénal lui impose, comme à tout citoyen qui se trouverait dans la même situation, de signaler les faits : « Le fait, pour quiconque ayant connaissance d'un crime dont il est encore possible de prévenir ou de limiter les effets, ou dont les auteurs sont susceptibles de commettre de nouveaux crimes qui pourraient être empêchés, de ne pas en informer les autorités judiciaires ou administratives est puni de trois ans d'emprisonnement et de 45 000 € d'amende ».
Mais les psychologues fonctionnaires, ou effectuant une mission les astreignant au secret professionnel, sont exceptés de cette obligation par le dernier alinéa de cet article.
Enfin, s'il s'agit d'un crime ou d'un délit effectivement commis, le psychologue exerçant dans l'une des trois fonctions publiques (d'état, territoriale ou hospitalière), est tenu par l'article 40 du Code de Procédure pénale : « Toute autorité constituée, tout officier public ou fonctionnaire qui, dans l'exercice de ses fonctions, acquiert la connaissance d'un crime ou d'un délit est tenu d'en donner avis sans délai au procureur de la République et de transmettre à ce magistrat tous les renseignements, procès-verbaux et actes qui y sont relatifs ».

## Les codes de déontologie, source de confusions
La diffusion par certains psychologues de codes de déontologie sans validité légale entraîne donc trois types de confusions :
1. Des obligations prévues par le code ne sont pas garanties par la loi.
2. Des obligations prévues par la loi sont ignorées par le code.
3. Des obligations prévues par la loi ET par le code risquent d'être interprétées comme des règles éthiques laissées à la libre appréciation du psychologue.

Il convient donc d'appeler à la plus grande prudence et à la plus grande vigilance, autant le public invité à vérifier le fondement légal des garanties prétendument apportées par un code, que les psychologues eux-mêmes lorsqu'ils se trouvent face à des demandes ou à des injonctions posant problème au regard de la loi ou de l'éthique.

## Est-il possible d’inscrire un code de déontologie des psychologues dans la loi?
À l’heure actuelle, les psychologues — à condition de respecter le droit commun — sont libres de prendre et de laisser ce que bon leur semble d’un code de déontologie de leur choix. Cela implique qu'ils peuvent choisir de construire leur éthique sans tenir compte du Code de déontologie dans sa version actuelle. La plupart des universités françaises incluent pour autant un module de formation à l'éthique, basé sur ledit code, et incitent fortement à le suivre et le respecter au moins dans les principes qu'il pose.
Cette liberté est actuellement remise en question par diverses organisations de psychologues qui s’emploient à faire inscrire la totalité ou certaines parties de l’un ou l’autre des codes de déontologie dans la loi. Elles attachent une importance capitale à la possibilité de sanctionner les psychologues qui contreviendraient au code de déontologie en leur infligeant des amendes, suspensions d’activité, radiations, stages obligatoires de supervision, etc.
La méthode la plus évidente consisterait à instaurer un Ordre des Psychologues dont les représentants élus se chargeraient de rédiger une version définitive du code de déontologie qui serait ensuite ratifié par décret. Une commission disciplinaire en émanerait, chargée de recevoir les plaintes des usagers.
C’est ce que préconise le SNP (Syndicat National des Psychologues) dans son Rapport sur la question de l'Ordre professionnel publié en mars 2006.
Le SPEL (Syndicat des Psychologues en Exercice Libéral) préconise également la création d’un Ordre, mais à partir d’un autre code de déontologie dont le contenu n’est pas accessible au public.
La FFPP (Fédération Française des Psychologues et de Psychologie) proposait une autre démarche consistant à rassembler la quasi-totalité des organisations de psychologues (syndicats, associations, sociétés savantes, etc.) en une seule. Les psychologues resteraient évidemment libres d’y adhérer ou non, mais y seraient fortement incités par l’aspect attractif de l’appartenance à une fédération qui se poserait comme l’interlocuteur privilégié des pouvoirs publics. Cette organisation aurait le pouvoir d’exclure ceux de ses membres qui ne respecteraient pas la déontologie. Les membres exclus conserveraient le droit d’exercer, mais perdraient les avantages liés à leur appartenance à la fédération.
L’AFPEN (Association Française des Psychologues de l'Éducation Nationale) a organisé un débat interne « pour ou contre l’ordre ». Mais sa direction a déjà pris, à huis clos et à l'unanimité, la décision d'affirmer l'urgence et la nécessité « de donner un cadre juridique réglementaire au code de déontologie des psychologues ». Seuls les adhérents de cette association ont été informés de cette décision que l’on peut connaître à la suite d'indiscrétions, au bas de la page 5 du compte rendu du Conseil d’Administration qui s’est tenu en mars 2008.
Il faut savoir que l’inscription d’un code de déontologie par d’autres voies que la création d’un Ordre élu pourrait se révéler bien plus désavantageuse et coercitive pour les psychologues. En effet, les seuls exemples connus sont celui de la police nationale qui a été directement décrété par le Ministère de l’Intérieur et celui des généticiens.
D’autres solutions pourraient consister en des arrangements discrets entre associations et « hautes autorités » sous forme de « conférences de consensus », visant à donner une consistance officielle à certains principes du code de déontologie.